# Плодопитомник (Кемеровская область)
Плодопитомник — посёлок в Прокопьевском районе Кемеровской области. Входит в состав Яснополянского сельского поселения.

## География
Центральная часть населённого пункта расположена на высоте 370 метров над уровнем моря.

## Население
По данным Всероссийской переписи населения 2010 года, в посёлке Плодопитомник проживает 463 человека (205 мужчин, 258 женщин).

## Экономика
- ООО "Плодопитомник"